# Театрално осветление
Театралното осветление е работата по създаването на художествено осветление на театрални или други сценични постановки – опера, балет, концерти и др. под. За тази цел се използват все по-голям брой технически средства  Освен основно осветление, съвременното театрално осветление включва специални ефекти, като лазери, блицове, прожекционни ефекти и машини за мъгла, вятър, сняг и др.
Сред характерните тенденции на съвременния театър е нарастването на ролята на всички видове визуално-технически средства – звукозапис, видеопродукти, осветление и други. От някогашната проста необходимост от осветяване на сцената, за да се види действието, днес непрекъснато се върви към все по-съществени творчески задачи, които осветлението трябва да решава или в които трябва да помага. Във връзка с това непрекъснато нараства и степента на модернизация на техническите средства, с които се осъществява театралното осветление.
Освен обичайните прожектори с лампи с нажежаема жичка, насочвани ръчно, днес се използват апарати със сложни оптични и механични системи, все по-често и с електронни системи за управление, в които са приложени авангардни технологии. Все по-често светлинният източник в тях е от типа LED.
Художественото осветление на една театрална постановка е продукт на съвместната работа на сценограф, лайт-дизайнер (лайт-мастер, ръководител осветление, постановчик на осветление), осветители и др, под общото художествено ръководство на режисьора на постановката.